# Levinus Hulsius
Levinus Hulsius ou Levin Hulsius (Gand, 1550 - Francfort-sur-le-Main, 1606) est un libraire, écrivain, notaire public, éditeur, imprimeur et graveur allemand. Il est par ailleurs fabriquant d'instruments scientifiques, linguiste et lexicographe.

## Biographie
Bien que né en Flandre, il a vécu et travaillé aux Pays-Bas et en Allemagne et est considéré comme allemand.
Il a beaucoup écrit et publié sur la construction d'instruments géométriques, qu'il fabriquait lui-même.
À partir de 1596, il est devient éditeur scientifique et littéraire, notamment d'une collection de récits de voyage ainsi que de ses propres œuvres.
Son œuvre la plus notable est un ouvrage mathématique sur les instruments de mesure, Tractatus instrumentorum mechanicorum (1605). On connaît aussi de lui le Dictionnaire françois allemand et allemand françois (1602).
Son fils, Friedrich van Hulsen, est un graveur actif en Allemagne au XVIIe siècle.

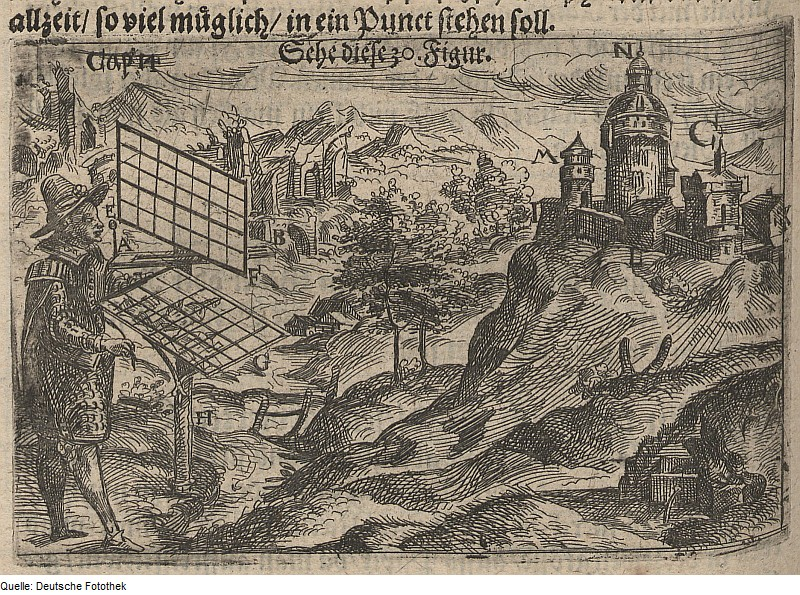
Geometrie & Planimetrie & Instrument, 1604.
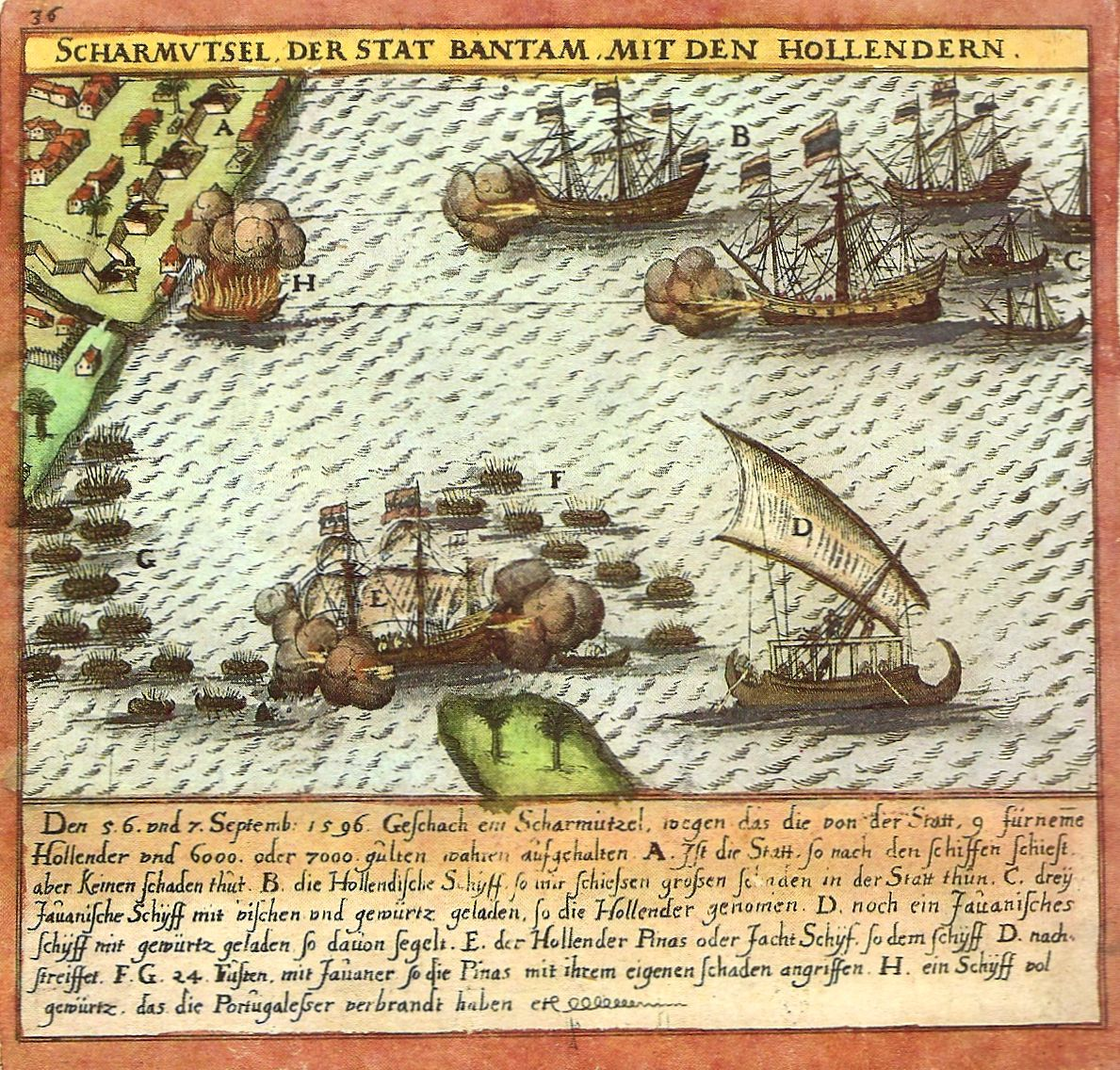
Estampe de Levinus Hulsius, 1596.
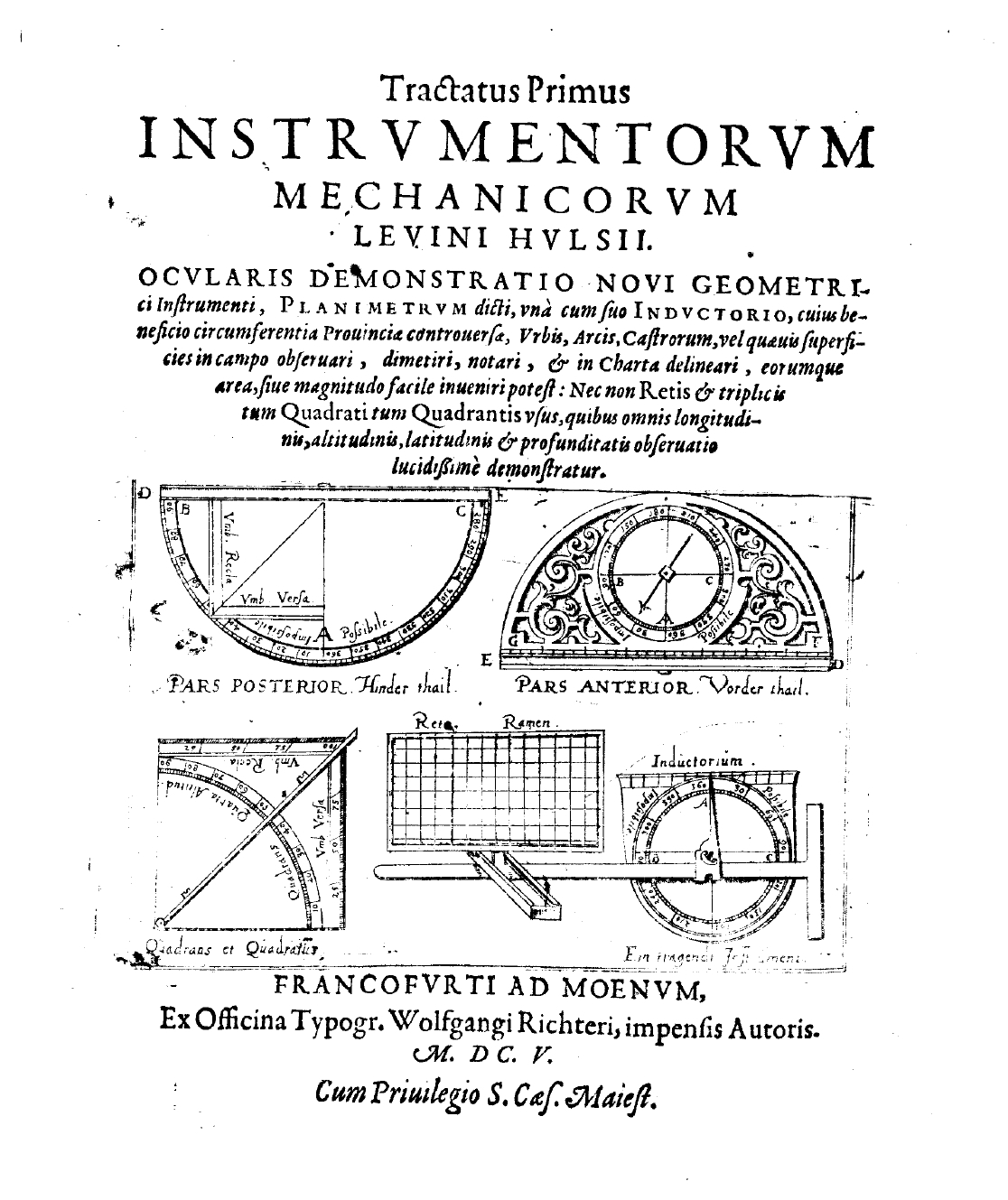
Tractatus instrumentorum mechanicorum, 1605.
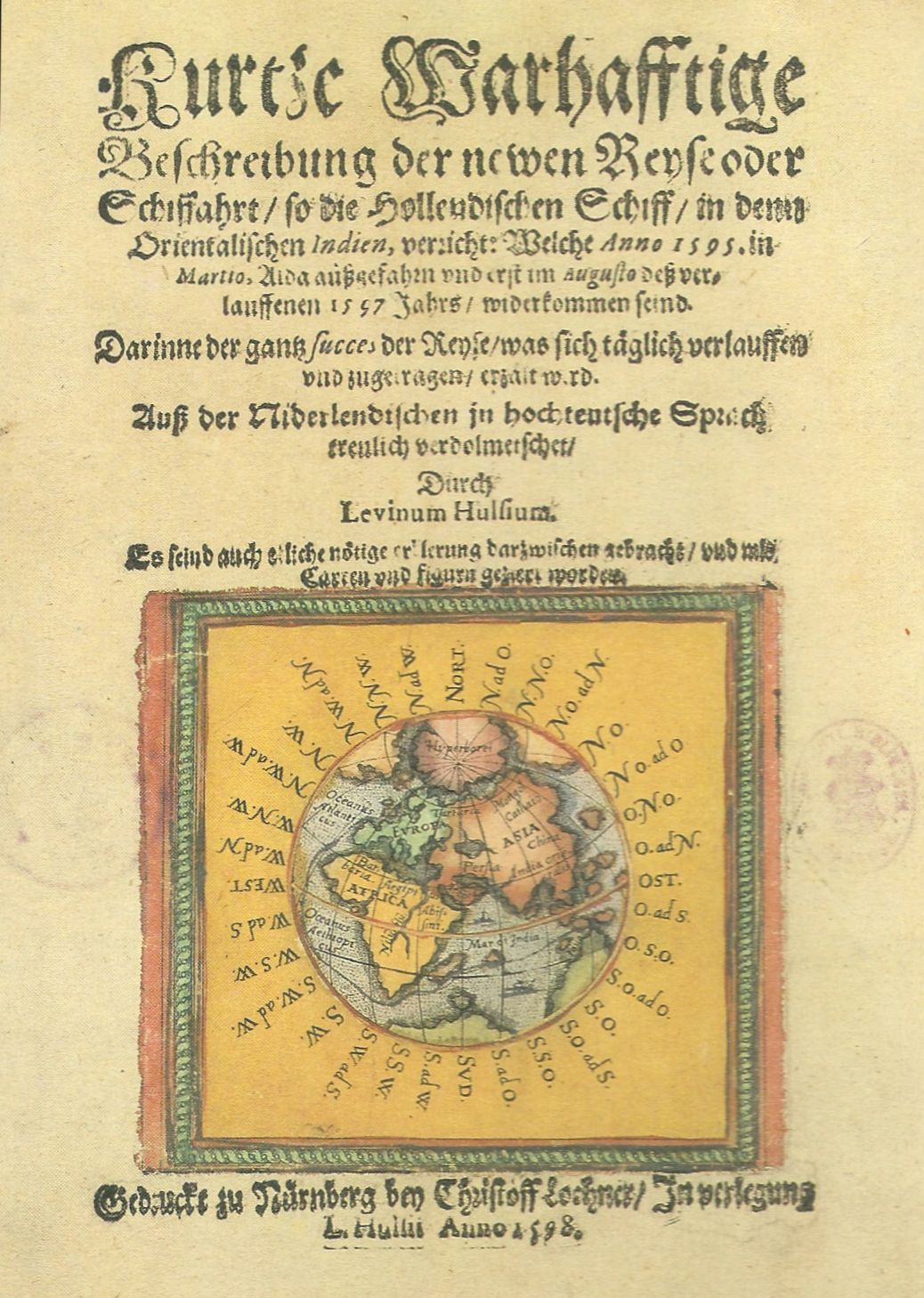
Édition par Hulsius d'une traduction en allemand des voyages du Néerlandais Cornelis de Houtman (1598, à Nuremberg).

## La chronologie de son œuvre
- Cæsarum ac LXIV ipsorum uxorum ac parentum effigies ex antiquis numismatibus. Francfort, 1596.
- Transylvaniæ, Moldaviæ et Valachiæ descriptio, 1597.
- Dictionnaire françois allemand et allemand françois. 1602.
- Series numismatum imperatorum Rom. a Julio Cæsare ad Rudolphum II, Francfort, 1603.
- (LA) Tractatus instrumentorum mechanicorum. 1, Francofurti ad Moenum, Wolfgang Richter, Levin Hulsius, 1605.
- (LA) Tractatus instrumentorum mechanicorum. 2, Francofurti ad Moenum, Wolfgang Richter, Levin Hulsius, 1605.
- (LA) Tractatus instrumentorum mechanicorum. 3, Francofurti ad Moenum, Wolfgang Richter, Levin Hulsius, 1605.
- Chronologia Hungariæ, etc., usque ad annum 1597.
- De la usu quadrati et quadratis geometrici, & c.